# Molly's Chambers
"Molly’s Chambers" é o primeiro single da banda americana de rock Kings of Leon do seu álbum de estréia Youth and Young Manhood.
Foi liberada como Downloadable no video game Rock Band em 21 de julho de 2009.

## Faixas
| CD Digipack |                                                                            |         |  |
| N.º         | Título                                                                     | Duração |  |
| 1.          | "Molly's Chambers"                                                         |         |  |
| 2.          | "Wasted Time" (Ao vivo de Birmingham Academy, em 27 de junho de 2003)      |         |  |
| 3.          | "Spiral Staircase" (Ao vivo de Birmingham Academy, em 27 de junho de 2003) |         |  |

| CD Single |                                                                             |         |  |
| N.º       | Título                                                                      | Duração |  |
| 1.        | "Molly's Chambers"                                                          |         |  |
| 2.        | "Molly's Chambers" (Ao vivo de Birmingham Academy, em 27 de junho de 2003)  |         |  |
| 3.        | "Red Morning Light" (Ao vivo de Birmingham Academy, em 27 de junho de 2003) |         |  |

| CD Single (Limitado a 6,000 cópias) |                                                                                 |         |  |
| N.º                                 | Título                                                                          | Duração |  |
| 1.                                  | "Molly's Chambers"                                                              | 2:15    |  |
| 2.                                  | "Holy Roller Novocaine" (Ao vivo de Birmingham Academy, em 27 de junho de 2003) | 3:50    |  |